# Пауль Бурман

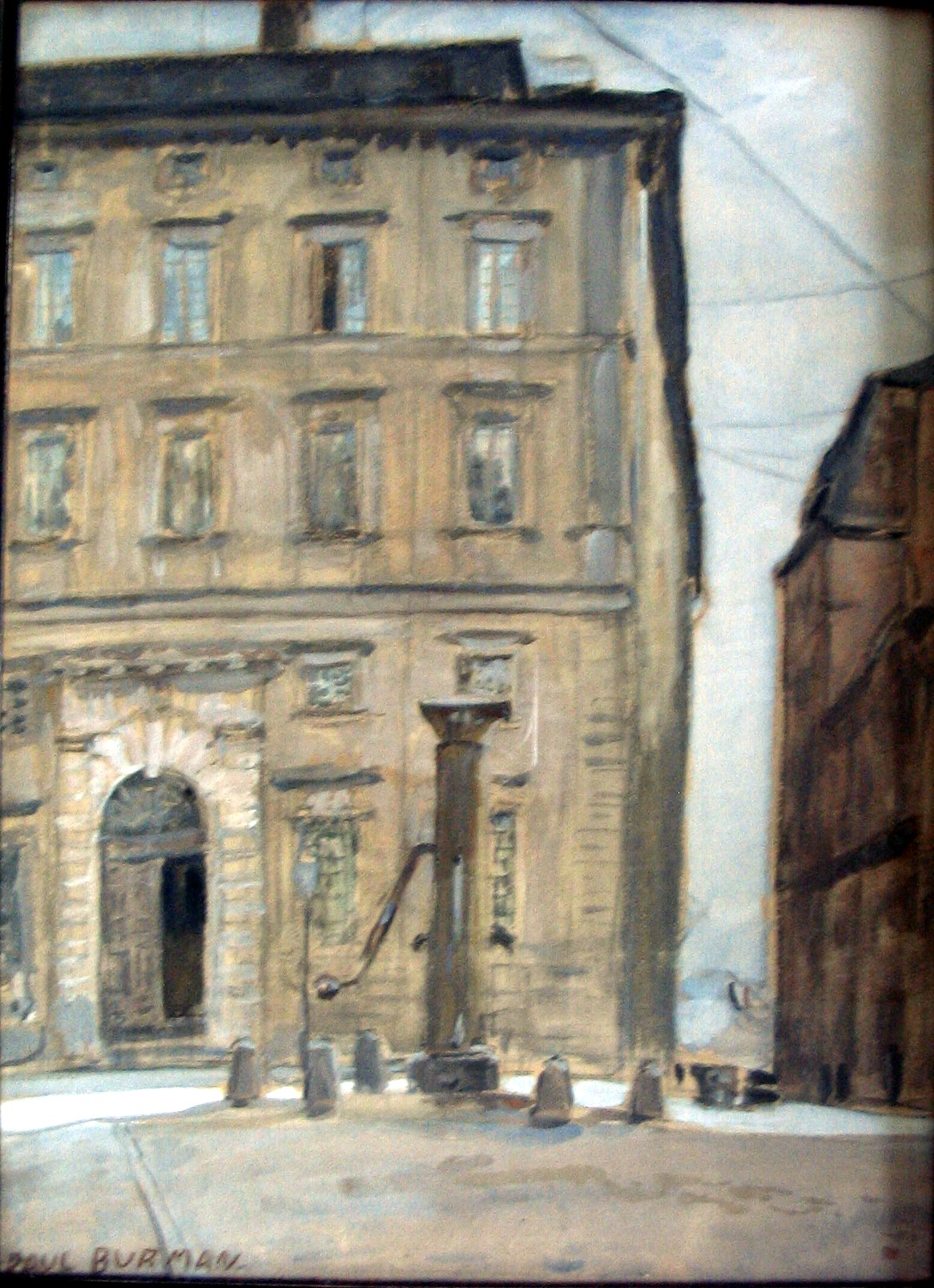
Пауль Бурман. Стокгольм

Па́уль Вільге́льм Бурман (Па́уль Ка́рлович Бу́рман, ест. Paul Burman; 16 лютого (28 лютого за новим стилем) 1888, біля Кам'янця-Подільського — 30 травня 1934, Таллінн) — естонський художник. Молодший брат архітектора Карла Бурмана. Перший естонський анімаліст.

## Біографія
Пауль Бурман недовго навчався в Петербурзькій академії мистецтв (1907), потім у Строгановському училищі в Москві (1908—1910), у Ризькій міській художній школі (1911) і, нарешті, удосконалювався в Парижі (1912—1913). Від 1913 року до смерті Бурман жив і працював у Таллінні.